# 名医のTHE太鼓判!
『名医のTHE太鼓判!』（めいいのザ・たいこばん）は、TBS系列で2017年10月9日から2020年3月2日まで放送されていた医療バラエティ番組である。全73回。放送時間は月曜19:00 - 20:00（JST）。

## 概要
世間にあふれる健康法や日常の健康問題にまつわる疑問を集めて紹介し、それらをスタジオに出演する名医たちが、「太鼓判」もしくは「ダメ」の2つの解答で判定する（パイロット版では『中鼓判』という解答があった）番組。
過去に5回『今夜解決!噂の健康術 名医のTHE太鼓判!』（こんやかいけつ!うわさのけんこうじゅつ - ）という番組のタイトルでパイロット版で放送された。
2018年9月3日第37回放送分から内容、タイトルロゴ、スタジオが2代目のものに変更された。
2018年10月22日第40回放送分から画面の右下にうるまでるびの2匹のウサギのキャラクターの「ジョジョうさぎ」（白ジョジョ（声：石田たくみ）・黒ジョジョ（声：竹内まなぶ）※2人ともカミナリ）が「出張!名医の太鼓判」のコーナーに随時現れて、健康方法の解説やつっこみを入れたりしている。※「出張!名医の太鼓判」（コーナー）については後述。
開始当初から2019年4月1日第56回放送分まで、放送休止が少なかったが、同年4月8日第57回放送分以降、20時台の『有田哲平と高嶋ちさ子の人生イロイロ超会議』、21時台の『メイドインジャパン!』の2時間もしくは3時間スペシャルや特番で放送休止になることが多くなった。
『週刊文春』2020年1月16日号に当番組が2020年3月をもって終了すると報じられ、同年3月2日の3時間スペシャルをもって放送終了した。先述の通り、放送休止の増加のため、2年半の放送ながら、回数は1年5ヶ月分の「73回」だった。同年7月6日より有田哲平司会の『有田プレビュールーム』が開始した。

## 主なコーナー （2018年9月から）
- 出張!名医の太鼓判

全国に出向いた名医（放送回によっては芸能人1人〜2人が同行することがある。）がその土地に伝わる健康術や健康法について探り、その街に暮らす一般の方々の健康の悩みを解決をする。
- 児嶋キッチン

番組内のテーマで取り上げている病気を防ぐことができる栄養価も満点でさらに簡単なレシピを児嶋が紹介するコーナー。

## 出演者
MC
- アンジャッシュ（渡部建・児嶋一哉）
- 山瀬まみ - レギュラー番組開始から第4回までは、足を骨折したため、アンジャッシュの2人のみでの司会だった。第5回（2017年11月6日放送分）から復帰。

レギュラー出演者
- FUJIWARA（藤本敏史・原西孝幸）[注 3]
- 高畑百合子 - TBSアナウンサー。山瀬の代役で進行アシスタントとして急遽収録に参加。山瀬の復帰後も2018年3月まで出演を続けていた。

医師
- 大竹真一郎 - 消化器内科
- 川村優希 - 内科
- 森田豊 - 内科
- 丸田佳奈 - 産婦人科
- 古賀良彦 - 精神科
- 高橋通 - 循環器科
- 菅原道仁 - 脳神経外科
- 伊藤剛 - 内科
- 金子泰雄 - 歯科
- 小林瑠美 - 歯科
- 浅野まみこ - 管理栄養士
- 中村格子 - 整形外科

※毎回、医師が5〜7名ずつ出演する。

## 放送リスト
| パイロット版 | パイロット版              | パイロット版                                      | パイロット版                                                                                  | パイロット版            |
| 回           | 放送日                    | テーマ                                            | ゲスト                                                                                        | 備考                    |
| ------------ | ------------------------- | ------------------------------------------------- | --------------------------------------------------------------------------------------------- | ----------------------- |
| 1            | 2016年 9月26日（月曜日）  | 今やるべき10の法則SP                              | 阿佐ヶ谷姉妹、麻木久仁子、内山信二、川田裕美 佐野ひなこ、手塚理美、FUJIWARA、前田吟、横澤夏子 | ※19:00 - 20:54（114分） |
| 2            | 2016年 11月14日（月曜日） | 今やるべき10の法則SP                              | 梅沢富美男、木下隆行（TKO）、鈴木奈々、平野ノラ、安田美沙子、和田アキ子                       | ※19:00 - 20:54（114分） |
| 3            | 2017年 2月20日（月曜日）  | リバウンドなしダイエット&突然死を予防するぞ!SP    | 大久保佳代子（オアシズ）、かとうかず子、川田裕美、 熊田曜子、サバンナ、ジミー大西、中尾彬     | ※19:00 - 20:54（114分） |
| 4            | 2017年 5月22日（月曜日）  | 麻倉未稀に乳がん判明…人間ドックビフォーアフターSP | 伊藤かずえ、内山信二、梅宮アンナ 黒田福美、田中健、布施博、FUJIWARA                           | ※19:00 - 20:54（114分） |
| 5            | 2017年 7月24日（月曜日）  | 今回は絶対にがんを見逃さないぞSP                  | 麻倉未稀、小倉優子、カンニング竹山                                                            | ※19:00 - 20:05（65分）  |

| 2017年（平成29年）（レギュラー版） | 2017年（平成29年）（レギュラー版） | 2017年（平成29年）（レギュラー版）                                    | 2017年（平成29年）（レギュラー版） | 2017年（平成29年）（レギュラー版）     |
| 回                                 | 放送日                             | テーマ                                                                | ゲスト | 備考                                   |
| ---------------------------------- | ---------------------------------- | --------------------------------------------------------------------- | --- | -------------------------------------- |
| 1                                  | 10月9日                            | 芸能人余命ワーストランキング! 健康シニアがダメ出しSP                  | 井戸田潤（スピードワゴン）、大久保佳代子（オアシズ）、片岡鶴太郎、嶋大輔、 多岐川裕美、塚地武雅（ドランクドラゴン）仁支川峰子、三浦雄一郎 | ※初回2時間スペシャル （19:00 - 20:54） |
| 2                                  | 10月16日                           | 偏食芸能人の病気危険度を告知SP                                        | 家田荘子、岡副麻希、田中道子、永尾まりや、吉田眞（パックンマックン）、南美希子                                                            |                                        |
| 3                                  | 10月23日                           | 口の中の悩みを何とかしたいぞSP                                        | 入山杏奈（AKB48）、井口浩之（ウエストランド）夏樹陽子、ハリー杉山、横澤夏子                                                               |                                        |
| 4                                  | 10月30日                           | 筋肉芸能人は本当に健康かSP                                            | 才木玲佳、庄司智春（品川庄司）、武田梨奈、豊島香奈子、野村将希、横山裕（関ジャニ∞）                                                       |                                        |
| 5                                  | 11月6日                            | トイレの悩み芸能人SP                                                  | 内山信二、大島さと子、SHEILA、鈴木奈々、西岡徳馬                                                                                          |                                        |
| 6                                  | 11月13日                           | オネエの健康が心配ですSP                                              | KABA.ちゃん、佐野ひなこ、ピカ子、ぺえ、ベル、和田アキ子                                                                                   |                                        |
| 7                                  | 11月20日                           | 長生きするためには 太ったほうがいいのか痩せたほうがいいのか!?大検証SP | 加藤紗里、寺脇康文、信江勇、平井“ファラオ”光（馬鹿よ貴方は）、矢部太郎（カラテカ）、山田ルイ53世（髭男爵）                                |                                        |
| 8                                  | 11月27日                           | あの頃から激変しちゃいました! 私の悩み聞いて下さいSP                  | 石井明美、小椋久美子、亀山つとむ、松村邦洋、渡辺めぐみ                                                                                    |                                        |
| 9                                  | 12月11日                           | ストレスで寿命は縮まるのか大検証SP                                    | アキラ100%、麻丘めぐみ、河中あい、須藤凜々花、高橋ジョージ とにかく明るい安村、野村宏伸、はるな愛、由美かおる、若狭勝                     | ※3時間スペシャル （19:00 - 22:00）     |
| 10                                 | 12月18日                           | 冬に多発する突然死!要注意SP                                           | 鈴木宗男、須田亜香里（SKE48）、彦摩呂、ほんこん（130R）、南美希子                                                                         |                                        |

| 2018年（平成30年）（レギュラー版） | 2018年（平成30年）（レギュラー版） | 2018年（平成30年）（レギュラー版）                            | 2018年（平成30年）（レギュラー版） | 2018年（平成30年）（レギュラー版） |
| 回                                 | 放送日                             | テーマ                                                        | ゲスト | 備考                               |
| ---------------------------------- | ---------------------------------- | ------------------------------------------------------------- | --- | ---------------------------------- |
| 11                                 | 1月15日                            | 腹痛・肩こり解消!トリガーポイントで ゆがみリセットSP          | 榎木孝明、岡田紗佳、松居直美、安田大サーカス、安めぐみ |                                    |
| 12                                 | 1月22日                            | 目の寿命は70歳 スッキリ若返りSP                               | 浅香唯、今陽子、佐藤エリ、松本明子、モト冬樹 |                                    |
| 13                                 | 1月29日                            | 密着!血糖24時 最強の食事術大公開スペシャル                    | いしだ壱成、クロちゃん（安田大サーカス）、嶋大輔、新山千春、 仁支川峰子、餅田コシヒカリ、安田美沙子                                                                   | ※2時間スペシャル （19:00 - 21:00） |
| 14                                 | 2月5日                             | 睡眠負債を大解決! 人生を変える正しい睡眠SP                    | 西村知美、真壁刀義、南美希子、モーリー・ロバートソン |                                    |
| 15                                 | 2月19日                            | 耳・鼻・ノドの老化が大病のサイン! 見逃すなSP                  | かとうかず子、さとう珠緒、中原由貴、野々村真、はしのえみ、マーク・パンサー、ルー大柴                                                                                  | ※2時間スペシャル （19:00 - 21:00） |
| 16                                 | 2月26日                            | あなたの呼吸は大丈夫!? 肺年齢診断SP                           | いとうまい子、金田朋子、木本武宏（TKO）、椿鬼奴、前田吟 |                                    |
| 17                                 | 3月5日                             | 足ドックで健康改善! 一生歩ける身体を作ろうSP                  | 岡田圭右（ますだおかだ）、紫吹淳、田中道子、バービー（フォーリンラブ）、早見優                                                                                        |                                    |
| 18                                 | 3月12日                            | 一生食べられる口を目指そうSP                                  | 麻丘めぐみ、池田美優、石井明美、トレンディエンジェル、ピーター |                                    |
| 19                                 | 3月19日                            | 密着!血圧24時 突然死を防げ!                                   | 東ちづる、泉谷しげる、おかずクラブ、小金沢昇司、 田中美奈子、原田龍二、村上弘明、森口博子、ゆんぼだんぷ                                                               | ※3時間スペシャル （19:00 - 22:00） |
| 20                                 | 4月2日                             | 下半身の関節をケアして一生元気に動こうSP                      | 犬山紙子、中山忍、布施博、ラサール石井 |                                    |
| 21                                 | 4月9日                             | 目が潤う!若返る! 視力のアンチエイジングSP                     | 麻木久仁子、玉木宏、藤井サチ、和田アキ子、渡部絵美 |                                    |
| 22                                 | 4月16日                            | 春こそ紫外線対策! シミ・しわ・たるみ老け顔解消SP              | 阿部桃子、阿部祐二、蛭子能収、片岡安祐美、川上麻衣子 |                                    |
| 23                                 | 4月23日                            | 芸能人余命ワーストランキング! 劇的改善!悪化していたのは誰だSP | 内山信二、遠藤章造（ココリコ）、大場久美子、尾形貴弘（パンサー）、 クロちゃん（安田大サーカス）、嶋大輔、貴闘力、中島ひろ子、信江勇                                   | ※3時間スペシャル （19:00 - 22:00） |
| 24                                 | 5月7日                             | 密着!血糖72時                                                 | アンジェラ佐藤、アントニー（マテンロウ）、池波志乃、 猪瀬直樹、河合雪之丞、新垣隆、久本雅美、やしろ優、奉江慎太郎 ＜VTR出演＞原晋・美穂夫妻・青山学院大学陸上競技部員 | ※3時間スペシャル （19:00 - 22:00） |
| 25                                 | 5月21日                            | コレステロール&中性脂肪改善SP                                 | 石井明美、中山秀征、ハイヒールモモコ、湯原昌幸、LiLiCo |                                    |
| 26                                 | 5月28日                            | 腸寿フローラを手に入れろSP                                    | 大石絵理、大江裕、小倉優子、音無美紀子、カンニング竹山、笑福亭笑瓶、パトリック・ハーラン(パックンマックン)                                                            | ※2時間スペシャル （19:00 - 21:00） |
| 27                                 | 6月4日                             | 心臓を守れ! 密着!心電図24時                                   | 東てる美、内山信二、大江裕、クロちゃん（安田大サーカス）、宍戸開、嶋大輔、西村瑞樹（バイきんぐ）、信江勇、春やすこ、森重樹一、湯江タケユキ、ゆんぼだんぷ、渡辺美奈代  | ※3時間スペシャル （19:00 - 22:00） |
| 28                                 | 6月11日                            | 腰・ヒザ・股関節の痛み 2週間で完全リセットを目指せ！SP        | 大島蓉子、中山エミリ、ふかわりょう、舛添要一、遼河はるひ |                                    |
| 29                                 | 6月18日                            | 脂肪と糖だけ減らしてもダメ! 塩分を減らすコトが重要だSP        | アントニー（マテンロウ）、アンジェラ佐藤、布施博、武東由美、モト冬樹                                                                                                  |                                    |
| 30                                 | 6月25日                            | 疲れにくい体を作る!最高の睡眠スペシャル                       | 石井一久、大堀恵、加藤歩（ザブングル）、前田吟、矢田亜希子 |                                    |
| 31                                 | 7月9日                             | 内臓脂肪を落とすと元気になるSP                                | 浅野和之、大和田伸也、倉田真由美、近藤くみこ（ニッチェ）、ナダル（コロコロチキチキペッパーズ）                                                                        |                                    |
| 32                                 | 7月16日                            | 血管若返り にんにくパワーSP                                   | 赤井英和、浅香唯、橋本さとし、藤本美貴、南美希子、宮崎美子 | ※2時間スペシャル (19:00 - 21:00)   |
| 33                                 | 7月23日                            | 栄養の取り方を変えようSP                                      | 奥山佳恵、田中道子、中島ひろ子、夏木ゆたか、野沢直子 |                                    |
| 34                                 | 7月30日                            | 密着!血圧24時! 夏こそストップ突然死SP                         | 内山信二、梅沢富美男、奥山佳恵、河相我聞、クロちゃん（安田大サーカス）、 嶋大輔、高畑淳子、毒蝮三太夫、波乃久里子、仁支川峰子                                         | ※3時間スペシャル （19:00 - 22:00） |
| 35                                 | 8月6日                             | 免疫力を上げて100歳を超えても健康でいようSP                   | 小沢真珠、キンタロー。、柴田理恵、薬丸裕英 |                                    |
| 36                                 | 8月13日                            | 目の健康寿命を延ばして老眼・白内障・緑内障に負けるなSP        | 坂下千里子、ジュディ・オング、竹内力、不破万作 |                                    |
| 37                                 | 9月3日                             | 血糖値をコントロールして若さと元気を保つスペシャル            | 今陽子、立川志らく、中条きよし、丸山桂里奈、芳村真理 | ※3時間スペシャル （19:00 - 22:00） |
| 38                                 | 9月10日                            | 目的に合わせて食べ方と種類がわかる・お酢SP                    | 金田朋子、中島ひろ子、中山秀征、久本雅美 |                                    |
| 39                                 | 9月17日                            | 背骨のゆがみを整えて体の不調を改善しようSP                    | 蛭子能収、岡田紗佳、野村真美、前田吟 |                                    |
| 40                                 | 10月22日                           | 芸能人余命宣告!改善して健康を取り戻すぞSP                     | 虻川美穂子（北陽）、内山信二、クロちゃん（安田大サーカス）、橋本大二郎、濱田マリ、松嶋尚美、森朗、矢部太郎（カラテカ）                                                | ※2時間スペシャル （19:00 - 21:00） |
| 41                                 | 10月29日                           | 50代からの血管若返りSP                                        | 相川七瀬、クロちゃん（安田大サーカス）、斉藤慶子、嶋大輔、高橋克実、野村宏伸                                                                                          |                                    |
| 42                                 | 11月12日                           | 50歳からの"骨筋力"アップ!老けない体を作るぞSP                 | 高橋克実、仁支川峰子、新田恵利、橋幸夫 |                                    |
| 43                                 | 12月3日                            | 名医の健康法を実践したら 本当に健康でいられるか大検証SP       | 浅香唯、内田信二、クロちゃん（安田大サーカス）、嶋大輔、高橋真麻、久本雅美、和田アキ子                                                                                | ※3時間スペシャル （19:00 - 22:00） |
| 44                                 | 12月10日                           | 最強鍋で突然死を防ぐぞ!SP                                     | 伊藤かずえ、勝俣州和、貴闘力、松嶋尚美 |                                    |
| 45                                 | 12月17日                           | 腰・ひざ・股関節の痛みを劇的に改善しようSP                    | 大島蓉子、大堀恵、橋本大二郎、遼河はるひ |                                    |

| 2019年（平成31年→令和元年）（レギュラー版） | 2019年（平成31年→令和元年）（レギュラー版） | 2019年（平成31年→令和元年）（レギュラー版）                                                                                | 2019年（平成31年→令和元年）（レギュラー版）                                                                                       | 2019年（平成31年→令和元年）（レギュラー版） |
| 回                                          | 放送日                                      | テーマ | ゲスト | 備考                                        |
| ------------------------------------------- | ------------------------------------------- | --- | --- | ------------------------------------------- |
| 46                                          | 1月7日                                      | 冬の不調 むくみ・めまい・骨粗しょう症をスッキリ撃退SP                                                                      | アンジェラ佐藤、高橋真麻、松本伊代、渡辺美奈代                                                                                    |                                             |
| 47                                          | 1月21日                                     | 医師が選ぶ体にいい食材総選挙                                                                                               | 泉谷しげる、熊田曜子、滝沢カレン、中山秀征、 仁支川峰子、野村真美、松嶋尚美、村上弘明                                             | ※3時間スペシャル （19:00 - 22:00）          |
| 48                                          | 1月28日                                     | 1日3分!足指リセットで腹痛・冷え・外反母趾を劇的改善SP                                                                      | 奥山佳恵、かとうかず子、紫吹淳、田山涼成                                                                                          |                                             |
| 49                                          | 2月4日                                      | 冬の高血圧で突然死しないための生活改善SP                                                                                   | 加藤歩（ザブングル）、河野景子、彦摩呂、松崎しげる                                                                                |                                             |
| 50                                          | 2月18日                                     | 髪は健康のバロメーター! 薄毛・抜け毛・白髪 髪の悩み徹底解消SP                                                              | 坪倉由幸（我が家）、中島ひろ子、仁支川峰子、南美希子                                                                              |                                             |
| 51                                          | 2月25日                                     | 今から鍛えればすぐに復活する!老けない秘訣はお尻SP                                                                          | 朝日奈央、かとうれいこ、久保田磨希、中山エミリ、村上弘明                                                                          |                                             |
| 52                                          | 3月4日                                      | 最新!今なら治せる認知症と老眼SP                                                                                            | 浅香唯、稲村亜美、高畑淳子、ダイアモンド☆ユカイ、布川敏和                                                                         |                                             |
| 53                                          | 3月11日                                     | お肉を食べて肥満&悪玉コレステロールを撃退!2大改善SP                                                                        | 生駒里奈、中山忍、中山秀征、馬場園梓（アジアン）、渡部絵美                                                                        |                                             |
| 54                                          | 3月25日                                     | 花粉症 つらい悩みを根本解消! 目も鼻もスッキリSP                                                                            | 具志堅用高、関根勤、西野未姫、久本雅美                                                                                            |                                             |
| 55                                          | 4月1日                                      | 油大研究!いい油を使い分けて健康になろうSP                                                                                  | 勝俣州和、佐藤エリ、須田亜香里（SKE48）、細川たかし、やしろ優                                                                     |                                             |
| 56                                          | 4月8日                                      | 芸能人余命宣告! 史上最悪の結果も絶対改善するぞSP                                                                           | 岡田紗佳、クロちゃん（安田大サーカス）、後上翔太（純烈）、酒井一圭（純烈）、 重盛さと美、彦麻呂、細川ふみえ、光石研、モロ師岡     | ※3時間スペシャル （19:00 - 22:00）          |
| 57                                          | 4月29日                                     | 医師がうなった 「令和」 食の新常識! 驚くほど健康効果が上がる家庭料理ベスト10                                               | 小倉久寛、クロちゃん（安田大サーカス）、くわばたりえ（クワバタオハラ）、 関根麻里、瀬戸利樹、中山忍、村上弘明、村上都、山田親太朗 | ※3時間スペシャル （19:00 - 22:00）          |
| 58                                          | 5月20日                                     | 体のデッドライン!衝撃宣告SP                                                                                                | 内山信二、奥山佳恵、くっきー（野性爆弾）、重盛さと美、野呂佳代、花田虎上、ユージ、遼河はるひ                                      | ※2時間スペシャル （19:00 - 21:00）          |
| 59                                          | 6月17日                                     | 日本人の果物消費量No.1 バナナ! 夏こそ食べて欲しいバナナの知られざる健康効果とは?                                           | 井上咲楽、かまいたち、高橋真麻、久本雅美                                                                                          |                                             |
| 60                                          | 7月1日                                      | 旬の健康食材の宝庫! 今大注目の"道の駅"を特集                                                                               | 池田美優、磯野貴理子、ニッチェ、道端カレン                                                                                        |                                             |
| 61                                          | 7月22日                                     | 夏の芸能人余命ワーストランキング                                                                                           | 小倉優子、垣花正、加藤紀子、須田亜香里（SKE48）、関根勤、竹内力、野々村友紀子、ファーストサマーウイカ                             |                                             |
| 62                                          | 8月26日                                     | 人気女性芸能人が初告白!放っておくとヤバイ体の悩みを大改善! 美女の足裏からデヴィ夫人のミラクルボディまで全部まとめて3時間SP | 筧美和子、金子恵美、重盛さと美、立川志らく、夏菜、西山茉希、丸山桂里奈                                                            | ※3時間スペシャル （19:00 - 22:00）          |
| 63                                          | 9月2日                                      | 究極の美肌食材&大好評!美女の足裏診断SP                                                                                     | EXIT、王林、おりも政夫、中山忍、羽野晶紀                                                                                          |                                             |
| 64                                          | 9月16日                                     | 奇跡のやせ食材&美女の足裏&悩み大改善SP                                                                                     | えなりかずき、岡田結実、荻野由佳（NGT48）、垣花正、釈由美子                                                                       |                                             |
| 65                                          | 9月23日                                     | 激辛・・・早食い・・・暴食!一歩間違えば人生崩壊スペシャル                                                                  | 岡田紗佳、松岡茉優、ミキ、森崎ウィン                                                                                              |                                             |
| 66                                          | 11月11日                                    | 秋の芸能人余命宣告スペシャル                                                                                               | 相川七瀬、伊原六花、野性爆弾、紅蘭、白鳥久美子（たんぽぽ）、チェリー吉武、土屋炎伽、南明奈                                        |                                             |
| 67                                          | 11月18日                                    | 私、長年コレに悩んでます!持病よ!さよならSP                                                                                 | 安藤美姫、川島海荷、斎藤司（トレンディエンジェル）、谷まりあ、藤本美貴、ゆきぽよ                                                  |                                             |
| 68                                          | 11月25日                                    | 鼻づまり・・・白髪・・・極端な食生活に潜む衝撃の現代病SP                                                                   | 貴島明日香、熊田曜子、早乙女太一、早乙女友貴、チョコレートプラネット、成田凌                                                      |                                             |
| 69                                          | 12月9日                                     | 芸能人夫婦の余命宣告&注目女優の不眠の原因を徹底解明!SP                                                                     | 哀川翔、大友花恋、小倉優子、片寄涼太、紅蘭                                                                                        |                                             |

| 2020年（令和2年） | 2020年（令和2年） | 2020年（令和2年）                                                    | 2020年（令和2年）                                                                            | 2020年（令和2年）                                   |
| 回                | 放送日            | テーマ                                                               | ゲスト                                                                                       | 備考                                                |
| ----------------- | ----------------- | -------------------------------------------------------------------- | -------------------------------------------------------------------------------------------- | --------------------------------------------------- |
| 70                | 1月6日            | 2020年の健康を占う!新春!芸能人余命宣告SP                             | 天野浩成、石田純一、片瀬那奈、中山忍、西野末姫、ハリウッドザコシショウ、東尾理子、雛形あきこ |                                                     |
| 71                | 1月20日           | 他人には言えないおしっこトラブルをスッキリ解消!芸能人一斉尿検査SP    | 奥山佳恵、西村知美、坂下千里子、WATWING、杉山弥紀佳                                          |                                                     |
| 72                | 2月3日            | 芸能人の密着&出張アイドック                                          | 加藤綾菜、3時のヒロイン、鈴木奈々、チョコレートプラネット                                    |                                                     |
| 73                | 3月2日            | このまま放っておくとヤバイ芸能人が集結! 春の芸能人余命宣告スペシャル | 大友愛、香川沙耶、金村義明、3時のヒロイン、竹内侑加、二子山親方、和田アキ子                  | ※3時間スペシャル （19:00 - 22:00） この日で最終回。 |

## ネット局
| 放送対象地域   | 放送局                    | 系列    | 放送時間           | ネット状況 |
| -------------- | ------------------------- | ------- | ------------------ | ---------- |
| 関東広域圏     | TBSテレビ（TBS）          | TBS系列 | 月曜 19:00 - 20:00 | 制作局     |
| 北海道         | 北海道放送（HBC）         | TBS系列 | 月曜 19:00 - 20:00 | 同時ネット |
| 青森県         | 青森テレビ（ATV）         | TBS系列 | 月曜 19:00 - 20:00 | 同時ネット |
| 岩手県         | IBC岩手放送（IBC）        | TBS系列 | 月曜 19:00 - 20:00 | 同時ネット |
| 宮城県         | 東北放送（tbc）           | TBS系列 | 月曜 19:00 - 20:00 | 同時ネット |
| 山形県         | テレビユー山形（TUY）     | TBS系列 | 月曜 19:00 - 20:00 | 同時ネット |
| 福島県         | テレビユー福島（TUF）     | TBS系列 | 月曜 19:00 - 20:00 | 同時ネット |
| 山梨県         | テレビ山梨（UTY）         | TBS系列 | 月曜 19:00 - 20:00 | 同時ネット |
| 長野県         | 信越放送（SBC）           | TBS系列 | 月曜 19:00 - 20:00 | 同時ネット |
| 新潟県         | 新潟放送（BSN）           | TBS系列 | 月曜 19:00 - 20:00 | 同時ネット |
| 静岡県         | 静岡放送（SBS）           | TBS系列 | 月曜 19:00 - 20:00 | 同時ネット |
| 富山県         | チューリップテレビ（TUT） | TBS系列 | 月曜 19:00 - 20:00 | 同時ネット |
| 石川県         | 北陸放送（MRO）           | TBS系列 | 月曜 19:00 - 20:00 | 同時ネット |
| 中京広域圏     | CBCテレビ（CBC）          | TBS系列 | 月曜 19:00 - 20:00 | 同時ネット |
| 近畿広域圏     | 毎日放送（MBS）           | TBS系列 | 月曜 19:00 - 20:00 | 同時ネット |
| 鳥取県・島根県 | 山陰放送（BSS）           | TBS系列 | 月曜 19:00 - 20:00 | 同時ネット |
| 岡山県・香川県 | RSK山陽放送（RSK）        | TBS系列 | 月曜 19:00 - 20:00 | 同時ネット |
| 広島県         | 中国放送（RCC）           | TBS系列 | 月曜 19:00 - 20:00 | 同時ネット |
| 山口県         | テレビ山口（tys）         | TBS系列 | 月曜 19:00 - 20:00 | 同時ネット |
| 愛媛県         | あいテレビ（itv）         | TBS系列 | 月曜 19:00 - 20:00 | 同時ネット |
| 高知県         | テレビ高知（KUTV）        | TBS系列 | 月曜 19:00 - 20:00 | 同時ネット |
| 福岡県         | RKB毎日放送（rkb）        | TBS系列 | 月曜 19:00 - 20:00 | 同時ネット |
| 長崎県         | 長崎放送（NBC）           | TBS系列 | 月曜 19:00 - 20:00 | 同時ネット |
| 熊本県         | 熊本放送（RKK）           | TBS系列 | 月曜 19:00 - 20:00 | 同時ネット |
| 大分県         | 大分放送（OBS）           | TBS系列 | 月曜 19:00 - 20:00 | 同時ネット |
| 宮崎県         | 宮崎放送（mrt）           | TBS系列 | 月曜 19:00 - 20:00 | 同時ネット |
| 鹿児島県       | 南日本放送（MBC）         | TBS系列 | 月曜 19:00 - 20:00 | 同時ネット |
| 沖縄県         | 琉球放送（RBC）           | TBS系列 | 月曜 19:00 - 20:00 | 同時ネット |

## スタッフ

### レギュラー版
- ナレーター：真地勇志、服部潤、浜田治貴（浜田→一時離脱→復帰）、永田亮子
- 構成：高野健生、石塚祐介、若井優介、たむらようこ（石塚・たむら→共に途中から）、横幕智裕、ビル坂恵／浜田悠
- TP：深谷高史
- SW：藤本伸一
- CAM：上田軌行、河野昌寿
- VE：高橋正直
- AUD：本間祥吾、松原瑞貴、古賀一誠
- LD：香川和代
- 撮影：松尾俊一郎、久世大輔、堀内昭(和)彦、高橋勇士、廣田晃、永島良一、北林良一、清水崇行、福島正和、畠中宏、清水博司、長谷川聡、中島義彦、花岡隆太、金子久雄、橋本明大、奥村知樹、本田和彦
- 音声：羽生真、立元捺美、霧﨑愛実、宮田伸行、松居康平、宮﨑祐人、木村司、山口聡、石島卓也、池田浩之、坂口賢大、阿久津一夫、芦田沙織、大友いづみ、渡邊拓、川井力、田中博、宮澤明、高橋克明
- 映像：本田和彦、宮崎拓人
- 編集：今野友貴
- MA：川原崎智史、松尾隆裕、石坂(長屋)夏希、岩倉省吾、田中昌平
- TK：後藤有紀
- 音響効果：遠藤亘、阪本あさひ（ZACK）
- 技術協力：ニユーテレス、プログレッソ、ティ・ピー・ブレーン、テイクランド、麒麟スタジオ、Vi-VO、フリーダム・オブ・ザック、3rd Eye Vision、turn up、エイチ・ビー・シー・フレックス、名古屋東通、広島放送、スウィッシュ・ジャパン ほか
- 美術協力：アックス、アートメイク・トキ
- 美術プロデューサー：中村嘉邦
- デザイン：西出衣織
- 美術制作：町山充洋
- 大道具：尻無浜宏人
- 操作：椋野真(慎)介
- メカシステム：庄司泰広
- 電飾：田谷尚教
- アニメーション：キムスネイク
- キャラクターデザイン：うるまでるび
- 医療監修：森田豊ほか
- 撮影協力：東京国際クリニックほか
- 編成：加藤丈博、佐藤美紀（共にTBS、加藤→2018年6月4日 - 、佐藤→2019年8月26日 - ）
- 宣伝：伊藤隆大、小谷有美（共にTBS）
- リサーチ：池谷諒
- デスク：福田あつみ、林愛子、佐々木愉実子、阿部美由紀
- AD：吉田京平、高倉大真、大矢かづみ、佐野勇樹、鷹野弥彦、大音師誠、奈良場亮、大西夏帆、伊藤さやか、藤井琢也、中村瑞希、小林真理乃、葆積洋介、檜森俊太、栗原圭祐、加藤宏基、山下恵、板橋周平、西川里奈、奥田雅侑、末藤聡、大森裕子、香川昌美、奥野修平、藤井正幸、鈴木渓太、新川亮太、秋山慶成、信澤梨乃、日野絢介、丸尾直人、渡邉翼、佐藤由香里、下舞由理香、太田優衣、築舘健太、小宮巧輝、愛甲絢那、石田遥輝、石山詔一、八木瞭、渡邊巽、柴田あかね、今村昴登、愛甲絢那(菜)、手塚由実、松本誠、金丸大輔、太田優衣、齋藤圭吾、浄徳智佳、本田稔、手塚達也
- AP：荒井かおり、藤原真美、豊田郁子、櫻井弘美、加藤彩華、上原彩子
- FD：岸憲人（以前はディレクター・演出）
- ディレクター：岡部剛（岡部→演出回あり）、布施美那（布施→FD回あり）、岡順一郎、北川泰之、清野智基、鈴木章浩、松井徹、柳橋祥太、小峰智、加藤敦士、陰山竜彦（陰山・小峰→共に演出回あり）、濱口賢治、徳永英一、水野将仁、高野徹、塚原和代、持田謙二、野坂琢、安納隆仁、横林良太、菅家久、宮本智仁、市島竜也、井筒栄志、阪本亮介、岩佐義隆、佐藤理絵、白井法子、軒陽一、岩田徹、宇都竜太、田村育、石田直人、鈴木宏幸、井上亮、桂川壮平、寺尾幸星、向坂圭祐、黒澤寛、岸岡亮、萬俊之、神戸一虎、石川亮介、水野将仁、岡本拓雅（岡本→以前はAD）、根本教彦、国玉靖仁、飯島政紀、田渕慶、金田勇樹、木村諒、櫛田健太郎、大和田毅、なんでん北川、八木央、中野成美、高橋立志、鈴木亮、山上寛人、松原綾子、肥後智一、日比野大輔、古谷智史
- 演出：樽見近工、遠間善一（遠間→ディレクター回あり）、中間拓郎、花田憲明、木原庸克（花田・木原→共に以前はディレクター）、芝崎孝雄、小峰智（小峰→ディレクター回あり）、村上武政、元藤稔、秋山秀人、福岡隆幸
- プロデューサー：齋藤智礼、高橋秀明、塩川太郎、川島典子、山木忠従、植原孝頼、松井徹、渡邉奈津子、河村健一郎
- 総合演出：千葉隆弥
- 製作協力：DAWN、MONSTERFORCE、メディア・バスターズ、スペード・ワン、TeIevisioN Field、ROFL
- 製作：ダイナマイトレボリューションカンパニー、TBS

### 過去のスタッフ
レギュラー版
- キャラクターの声：カミナリ
- 編成：矢野大亮、高橋智大（共にTBS）
- 宣伝：塩川篤史、柳生祥子（共にTBS、柳生→2018年9月10日 - ）